# Volkswagen Tera
Volkswagen Tera ― субкомпактний кросовер, що виробляється Volkswagen з 2025 року.

## Опис

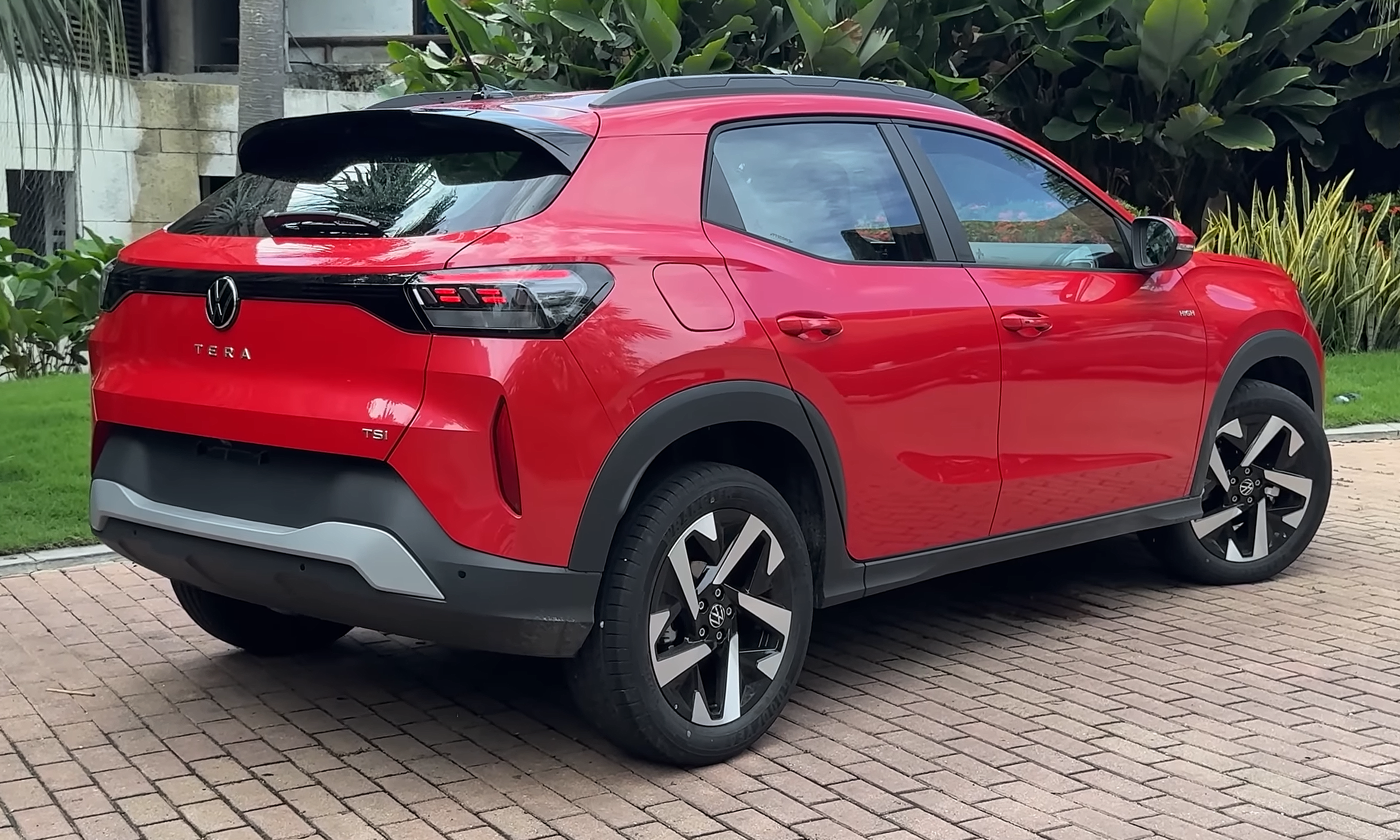

Tera – це кросовер довжиною близько 4 метрів, побудований на платформі MQB-A0, яку також використовує Polo.
Під капотом Volkswagen Tera розмістять 1,0-літровий бензиновий турбомотор TSI потужністю 116 к.с. Покупцям запропонують дві трансмісії – 6-ступеневу механічну та автоматичну, однак привід буде лише переднім.
Volkswagen Tera орієнтований передусім на ринки Латинської Америки, зокрема Бразилії. Чи з’явиться цей кросовер у Європі або інших регіонах, наразі невідомо.